# گرندلبروخ
گرندلبروخ (به فرانسوی: Grendelbruch) یک کمون در فرانسه با جمعیت ۱٬۲۶۶ نفر است که در Canton of Rosheim واقع شده‌است.